# Аржановское сельское поселение
Аржа́новское се́льское поселе́ние — муниципальное образование (сельское поселение) в составе Алексеевского района Волгоградской области.
Административный центр — станица Аржановская.
Глава Аржановского сельского поселения — Гурина Валентина Федоровна.

## География
Поселение расположено в центре Алексеевского района.
Граничит с:
- на севере — с Солонцовским сельским поселением
- на северо-востоке, востоке и юго-востоке — с Кумылженским районом
- на юго-западе — с Трёхложинским сельским поселением
- на западе — с Усть-Бузулукским сельским поселением

По территории поселения протекает река Хопёр.

## Население
| 2010 | 2012 | 2013 | 2014 | 2015 | 2016 | 2017 |
| ---- | ---- | ---- | ---- | ---- | ---- | ---- |
| 866  | ↘834 | ↘804 | ↗805 | ↘793 | ↗797 | ↘776 |
| 2018 | 2019 | 2020 | 2021 |      |      |      |
| ↘754 | ↘740 | ↘714 | ↘712 |      |      |      |

## Административное деление
Код ОКАТО — 18 202 808 000
Код ОКТМО — 18 602 408
На территории поселения находятся 4 населённых пункта: 2 станицы и 2 хутора.
| Название    | ОКАТО          | Тип населённого пункта          | Население, чел |
| ----------- | -------------- | ------------------------------- | -------------- |
| Аржановская | 18 202 808 001 | станица, административный центр | 772            |
| Зотовская   | 18 202 808 002 | станица                         | 76             |
| Плес        | 18 202 808 003 | хутор                           | 12             |
| Сидоровка   | 18 202 808 004 | хутор                           | 6              |

## Власть
В соответствии с Законом Волгоградской области от 18 ноября 2005 г. N 1120-ОД «Об установлении наименований органов местного самоуправления в Волгоградской области», в Аржановском сельском поселении установлена следующая система и наименования органов местного самоуправления:
- Дума Аржановского сельского поселения (11 октября 2009 года избран второй созыв)
численность (первого созыва) — 8 депутатов[16]
избирательная система — мажоритарная, один многомандатный избирательный округ.
- Глава Аржановского сельского поселения — Гурина Валентина Федоровна (избрана 11 октября 2009 года)[3]
- Администрация Аржановского сельского поселения